# Luis Muñoz Marín
José Luis Alberto Muñoz Marín (San Juan, Puerto Rico, 18 de febrer de 1898 - 30 d'abril de 1980), conegut com a Luis Muñoz Marín, fou un periodista, polític i estadista porto-riqueny, recordat com el "Pare del Puerto Rico modern" i l'"Arquitecte de l'Estat Lliure Associat de Puerto Rico". L'any 1948 fou el  primer governador de Puerto Rico elegit democràticament.

## Infància i Educació

### Infància
Luis Muñoz Marín va néixer el 18 de febrer de 1898 al carrer de la Fortaleza 152 a l'antic San Juan. Era el fill de Luis Muñoz Rivera i Amalia Marín Castilla. El seu pare era poeta, editor i polític, fundador de dos diaris, El Diario i La Democracia. Dies després del naixement de Luis, el seu pare va viatjar a Espanya a presentar una proposta d'autonomia per Puerto Rico, que va ser acceptada. El seu pare fou anomenat Secretari de l'Estat de Puerto Rico i Cap del Gabinet del Govern de Puerto Rico.
El 18 d'octubre de 1898, Puerto Rico va ser annexionada pels EUA després de la derrota espanyola en la Guerra hispano-estatunidenca. El pare de Luis donà suport a l'establiment d'una força de policia insular, però es va oposar al govern colonial militar establert pels Estats Units. Va dimitir del seu càrrec el 4 de febrer de 1899. Més tard va ser triat a la Cambra de Representants de Puerto Rico. El 1910, va ser triat com a Comissionat Resident de Puerto Rico, servint a l'illa com a representant al Congrés a partir de 1911 fins a la seva mort el 1916.
Un besavi patern de Muñoz Marín, Luis Muñoz Iglesias, nascut el 12 d'octubre de 1797 a  Palència, Espanya, s'havia unit a l'Exèrcit de Terra espanyol als 14 anys, i va combatre l'Exèrcit Francès de Napoleó Bonaparte a la Guerra del Francès. Finalment decidí fer la seva carrera en l'exèrcit i va ser guardonat amb condecoracions després de lluitar contra Simón Bolívar durant la Campaña Admirable a les Guerres d'independència hispanoamericanes. Una vegada acabat el conflicte va viatjar a Puerto Rico al costat del seu comandant en cap, Miguel de la Torre i posteriorment es va instal·lar en una granja al municipi de Cidra i es va casar amb Maria Escolàstica Barris.
En 1901, quan Muñoz Marín tenia tres anys, un grup de partidaris de la estadidat va irrompre a l'edifici del diari del seu pare i destrossà la major part de l'equip. Arran d'aquest incident, la família es va mudar a Caguas. Després de rebre noves amenaces dels moviments de la estatidat la família es va mudar a la ciutat de Nova York, on Luis Muñoz Marín va aprendre anglès, mentre que el seu pare va fundar el periòdic bilingüe, Puerto Rico Herald. Durant els anys següents, la família viatjava amb freqüència entre els dos llocs. El seu pare va fundar el Partido Unionista a Puerto Rico que va guanyar les eleccions el 1904. Després de la victòria del partit, el seu pare va ser escollit com a membre de la Cambra de Delegats.
Luis Muñoz Marín va començar la seva educació primària a escola pública William Penn a Santurce, un barri de San Juan, on la majoria de les classes s'impartien en anglès, un canvi imposat pel govern colonial americà. El coneixement de Luis Muñoz Marín d'anglès li va permetre avançar al segon grau, encara que va tenir certa dificultat el següent any. El 1908 va ser inscrit en una petita escola privada a San Juan. Treballant amb el mestre Pedro Moczó va cobrir en dos anys tot el material que normalment s'ensenya als estudiants d'entre tercer i vuitè grau, i va passar les proves amb bones qualificacions.

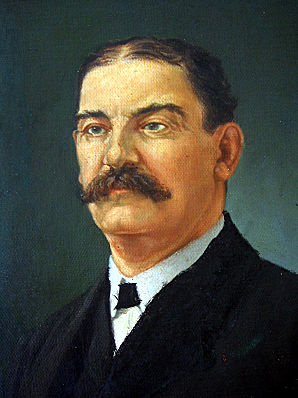
Luis Muñoz Rivera (Barranquitas, 1859 - San Juan, 1916) pare de Luis Muñoz i 3r Comisionat Resident de Puerto Rico a la Cambra de Representants dels Estats Units (1911-1916)

El 1910 el seu pare Luis Muñoz Rivera va ser triat Comissionat Resident de Puerto Rico. Aquesta posició és un representant sense dret a vot per a la Cambra de Representants dels Estats Units. Muñoz Marín es va traslladar breument a Nova York amb la seva mare abans de traslladar-se a Washington DC, davant la insistència del seu pare.
El 1911 va començar els seus estudis a l'Escola Preparatòria de Georgetown, però no li agradava la seva estricta disciplina i va suspendre el desè grau. El 1915 el seu pare el va matricular de Dret a la Universitat de Georgetown, però Muñoz Marín no estava interessat i volia ser un poeta.
A la fi de 1916, Muñoz Marín i la seva mare van ser cridats a Puerto Rico pel seu amic Eduardo Georgetti donada l'enfemetat del seu pare, Luis Muñoz Rivera, que va morir el 15 de novembre de 1916, quan Luis tenia divuit anys.

### Poesia i contrastos ideològics
Un mes més tard Luis Muñoz Marín i la seva mare Amalia van tornar a Nova York; va vendre els seus llibres de dret i es va negar a tornar a Georgetown. En el termini d'un mes va publicar un llibre titulat Borrones, compost per diverses històries i una obra d'un acte. Durant uns mesos va exercir com a secretari del Congrés per Félix Córdova Dávila, qui va succeir al seu pare Muñoz Marín com a comissionat resident de Puerto Rico.

## Matrimoni i familia
L'1 de juliol de 1919 Muñoz Marín es casà amb Muna Lee, escriptora americana de Raymond (Mississipi). Lee era una líder feminista del sud dels Estats Units d'Amèrica i una escriptora emergent de poesia del Panamericanisme. Van tenir una filla i un fill, però sovint vivien separats abans de separar-se en 1938.
Durant la dècada de 1920, Luis Muñoz Marín va passar la major part del seu temps a Greenwich Village a Nova York, on va viure separat de la seva dona i els nens petits. Durant aquests anys va demanar en diverses ocasions a la seva esposa i a la seva mare que li enviessin diners, i es va lliurar a una "vida bohèmia" que va provocar una situació tensa en el seu matrimoni. Muñoz Marín i la seva esposa Muna Lee es van separar legalment el 1938.
Durant la seva primera campanya pel Senat de Puerto Rico en 1932, Muñoz Marín va ser acusat de ser addicte als narcòtics.
Abans les seves campanyes de 1938 i 1939, Muñoz Marín va conèixer Inés Mendoza, la seva amant, una professora que va ser acomiadada per queixar-se de la prohibició de ver classes en espanyol. Van estar d'acord que la substitució d'"un idioma per un altre és disminuir la capacitat d'aquest país per ser feliç". Muñoz Marín va demanar Mendoza que "estigués amb ell tota la vida".
En 1940, un mes després de la seva elecció com a President del Senat de Puerto Rico, van tenir una filla, Victòria, anomenada així per commemorar el seu èxit. Ell i Mendoza es van casar oficialment en 1946, i van tenir una segona filla, la Bibiana.
En la dècada de 1980, la seva filla Victòria Muñoz Mendoza inicià la seva activitat política a Puerto Rico i el 1992 es va convertir en la primera dona a postular-se com a candidata a la governació de Puerto Rico.

## Formació i pensament polític
En 1920, Muñoz Marín va ser seleccionat per lliurar un xec a Santiago Iglesias, el president del Partit Socialista de Puerto Rico. Emocionat per la possibilitat de conèixer-lo, es van mudar a Puerto Rico, on la primera filla de la parella, Munita Muñoz Lee, va néixer. En arribar es va adonar que alguns dels propietaris de terres estaven pagant als jíbaros, pagesos que habiten a les muntanyes de Puerto Rico, dos dòlars a canvi dels seus vots. Es va unir al Partit Socialista, una decisió considerada com un "desastre" per la seva família. A l'octubre de 1920, el Partit Socialista va reclutar membres del Partit Republicà de Puerto Rico per tal de guanyar les pròximes eleccions. Decebut, Luis Muñoz Marín va tornar a la península, passant a Nova Jersey amb la família. Poc després va néixer el seu primer fill, Luis Muñoz Lee.
En 1923 va tornar a Puerto Rico per publicar, suposadament, un llibre amb diverses de les obres inèdites del seu pare. Després de recollir 5.000 $ dels amics del seu pare per aquesta "publicació" Muñoz Marín es va gastar els diners i no va escriure el llibre, sortitnt ràpidament de l'illa. Anys més tard, després que les coses s'havien calmat, Antonio R. Barceló y Martínez, el president de la recentment coalició formada entre els partits republicà i socialista, cridà Muñoz Marín per treballar al diari La Democràcia. Després de tenir problemes amb alguns membres de la facció republicana del partit, amb motiu del seu suport a l'autonomia de l'illa, Muñoz Marín va tornar a Nova York, on va escriure per The American Mercury i The Nation.
En 1931, després de viatjar per tot Estats Units, Luis Muñoz Marín va advertir la inestabilitat de l'economia del país, així com les seves pròpies finances personals, després de la caiguda de la borsa. Decidit a aprofitar el nom del seu pare en la política porto-riquenya en comptes de morir-se de fam al poble de Greenwich, va manllevar diners a un grup d'amics i va tornar a l'illa. En arribar va descobrir que l'huracà San Felipe II havia destruït la major part dels cultius de sucre, on els jívaros treballaven, deixant a la majoria desocupats.

## Carrera Política

### Senador
Per l'any 1930 l'escenari polític de Puerto Rico havia canviat sent l'únic partit que demanava la independència el Partit Nacionalista de Puerto Rico. El president d'aquesta organització, Pedro Albizu Campos, de tant en tant es va reunir amb Muñoz Marín. Va quedar impressionat per la substància dels arguments de Albizu, però els seus estils per aconseguir l'autonomia i les reformes socials eren diferents.
En 1932, Antonio R. Barceló y Martínez va abandonar la coalició, que en aquell moment s'havia afeblit, i va treballar per establir un nou moviment independentista. Antonio Barceló va adoptar diverses de les idees de Luis Muñoz Marín quant a reformes socials, econòmiques i l'autonomia, usant-les per formar la ideologia del Partit Liberal de Puerto Rico. Muñoz Marín es va unir al Partit Liberal i dirigí el diari La Democràcia, que s'havia convertit en el diari oficial del partit. Va decidir convertir-se en polític per aconseguir les reformes. En els seus discursos discutia maneres de proporcionar més terres, hospitals, aliments i escoles per a la població.
El 13 de març de 1932, Muñoz Marín va ser nominat pel partit pel càrrec de senador. Tot i que el partit no va guanyar una majoria en les eleccions de 1932, Muñoz Marín va rebre prou vots per guanyar una posició en el Senat porto-riqueny. Poc després, Rudy Negre, reporter de La Democràcia, va organitzar una reunió entre ell i Eleanor Roosevelt. Per poder veure els problemes de Puerto Rico, Luis Muñoz va persuadir personalment a Eleanor Roosevelt per visitar l'illa.
L'agost de 1932, Muñoz Marín va rebre Eleanor Roosevelt al Fort San Felipe del Morro i a La Fortaleza  (San Juan) abans de viatjar a El Fanguito, una zona pobre que havia patit molt de mal a l'huracà. Quan es van publicar fotos de la seva visita, ex governadors nord-americans i el titular es van indignar per no haver estat informats d'aquesta visita. Després de l'informe de la seva esposa, Franklin D. Roosevelt va incloure Puerto Rico al programa New Deal i Luis Muñoz Marín va esdevenir una figura política popular per la seva participació en el programa, que va preveure una inversió considerable dels fons federals a Puerto Rico, per desenvolupar les infraestructures i l'habitatge.
Després de la massacre de la policia del govern contra els manifestants nacionalistes a la Universitat de Puerto Rico a Rio Piedras, en 1935, el senador Millard Tydings de Maryland, EUA, va recolzar un projecte de llei el 1936 per donar la independència a Puerto Rico. Ell havia copatrocinat la Llei Tydings-McDuffie, que va proporcionar la independència a les Filipines després d'una transició de 10 anys sota una autonomia limitada. Totes les parts porto-riquenyes van donar suport al projecte de llei, però Muñoz Marín s'hi va oposar i Tydings no va aconseguir l'aprovació de la llei.
Luis Muñoz Marín va criticar el projecte de llei indicant que tindria efectes adversos en l'economia de l'illa. El va comparar amb un principi conegut com a Ley de Fuga. Aquest va ser el terme utilitzat quan un oficial de policia que va arrestar un home, el va deixar en llibertat i, el va dispar per l'esquena mentre es retirava, al·legant que el sospitós havia "fugit".
Com a resultat de la seva oposició al projecte de llei i el desacord amb Antonio R. Barceló, Muñoz Marín va ser expulsat del Partit Liberal. L'expulsió de Muñoz Marín va afectar greument la seva imatge pública.
Llavors va crear un grup anomenat Acción Social Independentista (ASI), que més tard es va convertir en el Partido Liberal Neto, Auténtico y Completo. Aquest partit va exercir com a oposició al Partido Liberal, dirigit per Antonio R. Barceló.
En 1938, Muñoz Marín va ajudar a crear el Partido Popular Democrático de Puerto Rico (PPD). El partit estava compromès a ajudar els jívaros, independentment de les seves creences polítiques, mitjançant la promoció d'un salari mínim, iniciatives per a proporcionar aliments i aigua, creació de cooperatives agrícoles, i la creació d'alternatives industrials. Muñoz Marín va concentrar la seva campanya política en les àrees rurals de Puerto Rico. Va atacar la pràctica comuna de pagar als treballadors rurals de les granges per influir en el seu vot, insistint que "presten" el seu vot per a una sola elecció. La primera participació del partit va atreure una alta participació, que va sorprendre als altres partits.

### President del Senat de Puerto Rico
En 1940, el Partit Popular Democràtic (PPD) va obtenir la majoria al Senat de Puerto Rico, atribuïda a la seva campanya en les zones rurals. Muñoz Marín va ser triat com el quart president del Senat.
Durant el seu mandat com a President del Senat, Luis Muñoz va ser un defensor de la classe obrera de Puerto Rico. Juntament amb el governador Rexford Tugwell, l'últim Governador no porto-riqueny designat pels Estats Units, i la coalició republicana-socialista que va encapçalar la Cambra de Representants, Muñoz va ajudar a avançar en la legislació de la reforma agrària, la recuperació econòmica i la industrialització. Aquest programa va ser conegut com a "Operació Som-hi". Es combinà amb un programa de reforma agrària (redistribució de la terra) que limitava l'àrea màxima de propietat per les grans corporacions de canya de sucre. Durant les primeres quatre dècades del segle XX la canya de sucre fou el bé econòmic dominant de Puerto Rico.
La Operació Som-hi va encoratjar als inversors a transferir o crear plantes de fabricació, oferint avantatges fiscals locals i federals, mentre es mantenia l'accés als mercats americans lliures de drets d'importació. El programa facilità un canvi cap a una economia industrial. Durant la dècada de 1950, les indústries lleugeres de mà d'obra es van desenvolupar a l'illa, com les tèxtils. La fabricació va donar pas a la indústria pesant, com la petroquímica i refinació de petroli, en els anys 1960 i 1970. Els jívaros van ser formats per treballar en llocs de treball promoguts pel govern. Muñoz Marín va donar suport a la legislació per limitar la quantitat de terra que una empresa podria tenir. Els seus programes de desenvolupament donaren certa prosperitat a la classe mitjana emergent. La societat rural agrícola es va transformar en una classe obrera industrial. Muñoz Marín també va posar en marxa l'Operació Serenitat, una sèrie de projectes dirigits a la promoció de l'educació i l'apreciació de les arts.
Grups de drets civils i de l'Església Catòlica van criticar l'Operació Som-hi, per veure-ho com una manera de controlar la natalitat, el foment de l'esterilització quirúrgica i el foment de la migració dels porto-riquenys a la part continental dels Estats Units.

### L'aprovació de la Llei 53 (Llei Mordassa)

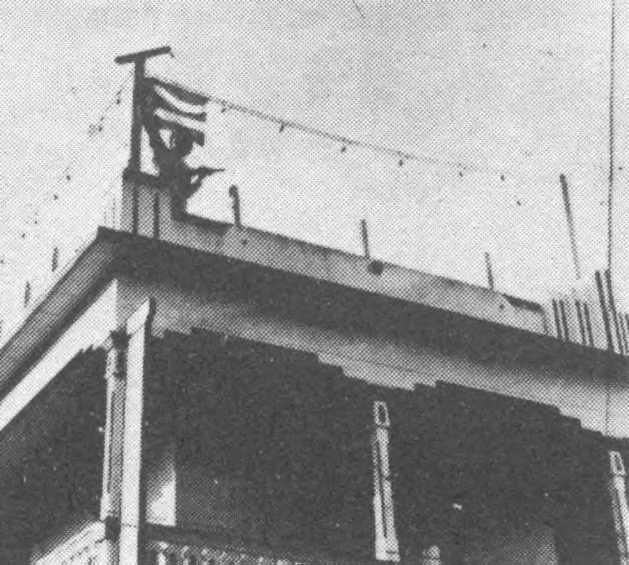
Bandera de Puerto Rico retirada per un soldat Americà a Jayuya (1950)

L'any 1948, el Senat Porto-riqueny aprovà la Llei 53, també coneguda com la Llei Mordassa (Ley de Mordaza), que restringia els drets de la independència i els moviments nacionalistes a l'illa. El Senat estava controlat pel Partit Popular Democràric (PPD) i presidit per Luis Muñoz Marín.
La Llei Mordassa es va convertir en llei el 10 de juny de 1948, pel governador designat per Estats Units de Puerto Rico, Jesús T. Piñero. S'assemblava molt a l'anticomunista Llei de Registre d'Estrangers, Smith Act, aprovada als Estats Units, i va ser percebuda com un esforç per suprimir l'oposició al PPD i el moviment independentista.
Sota aquesta llei es va convertir en un delicte posseir o mostrar una bandera de Puerto Rico en qualsevol lloc, fins i tot en la pròpia casa. També es va convertir en un delicte parlar en contra del govern dels EUA; parlar a favor de la independència de Puerto Rico; publicar, vendre o exhibir qualsevol material destinat a paralitzar o destruir el govern insular; o organitzar qualsevol societat, grup o conjunt de persones amb una intenció destructiva similar. Qualsevol persona acusada i declarada culpable de desobeir la llei podria ser condemnada a deu anys de presó, una multa de $10,000 dòlars (US), o tots dos.
Segons el Dr.Leopoldo Figueroa, un membre del Partit Estadista de Puerto Rico i l'únic no-membre del PPD a la Cambra de representants de Puerto Rico, la llei era repressiva i violava directament la Primera Esmena de la Constitució dels EUA, que garanteix la llibertat d'expressió. Figueroa va assenyalar que cada porto-riqueny va néixer amb la ciutadania plena i plenes proteccions constitucionals dels Estats Units.
Muñoz Marín utilitzà la Llei 53 per detenir milers de porto-riquenys sense el degut procés, incloent als membres d'altres partits polítics i persones que no el votaren.

### Segona Guerra Mundial
Durant les primeres etapes de la Segona Guerra Mundial, molts milers de porto-riquenys van ser enviats a servir l'Exèrcit dels Estats Units. Això va alleujar els problemes de sobrepoblació a l'illa principal. Luis Muñoz Marín va promoure la construcció de projectes d'habitatge públic per resoldre l'escassetat d'habitatges. Durant la guerra es van establir beques a baix interès i préstecs per als residents que no van ser reclutats. Per fer front als problemes de salut, va establir clíniques públiques gratuïtes, que es van obrir a tot Puerto Rico.
En 1944 el Partit Popular Democràtic va obtenir novament la majoria en les eleccions, repetint la victòria política de les eleccions anteriors. El 1947, el Congrés va aprovar una legislació que permetia als porto-riquenys triar al seu propi governador. Muñoz Marín va fer campanya amb èxit per al lloc, i va ser triat com el primer Governador de Puerto Rico elegit democràticament i el segon porto-riqueny a servir en aquest lloc.

### Governador de Puerto Rico

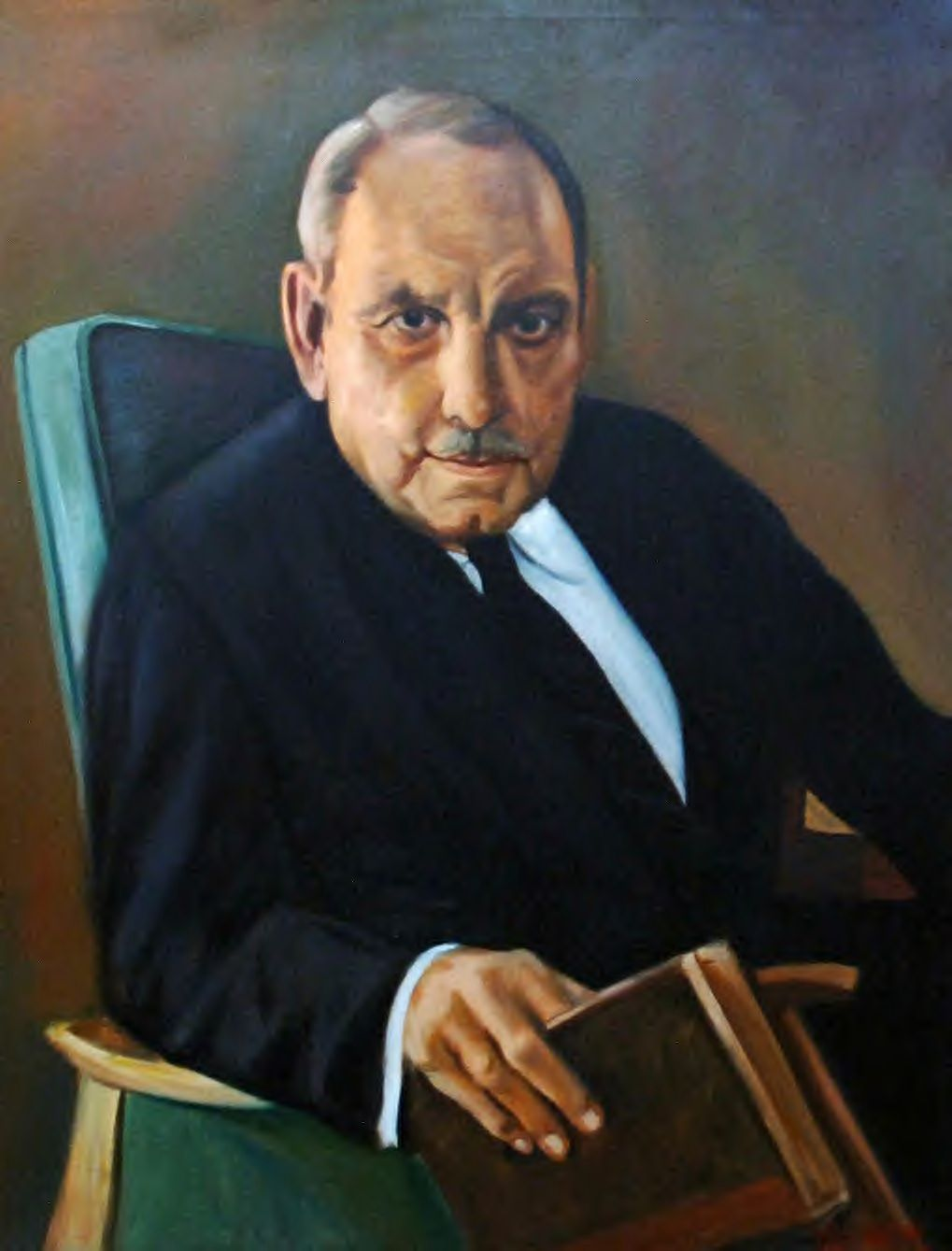
Luis Muñoz Marín portrait as President of the Senate

Muñoz Marín va pendre possessió oficial el 2 de gener de 1949. Va ocupar el càrrec de governador durant setze anys, sent reelegit els anys 1952, 1956 i 1960. L'any 1957, Muñoz Marín fou premiat com a Doctor Honorari en Dret (LL.D.) pel Bates College.
Havent realitzat progressos sobre l'analfabetisme i altres problemes socials, el partit va començar a debatre la forma d'establir un govern autònom. Muñoz Marín i els seus funcionaris van acordar adoptar una estructura d'"Estat Lliure Associat", que havia estat proposat dècades abans per Antonio Barceló. En castellà el nom de la proposta es va mantenir sense canvis (Estado Libre Asociado), però en anglès, es coneix comunament com una "Commonwealth", per evitar confusions sobre la plena condició d'Estat. L'objectiu principal de la proposta fou proporcionar més autonomia a l'illa, incloent funcions executives similars a les dels estats, i per aprovar una constitució.
Durant els seus mandats com a governador, fou cridat a una Convenció Constituent de Puerto Rico on Muñoz Marín va participar en la redacció de la Constitució de Puerto Rico. Aquesta va ser aprovada pel 82% de la població de Puerto Rico, i aprovada pel Congrés dels Estats Units l'any 1952. Els partidaris de la independència van deixar el PPD i van fundar poc després el Partit Independentista Porto-riqueny.

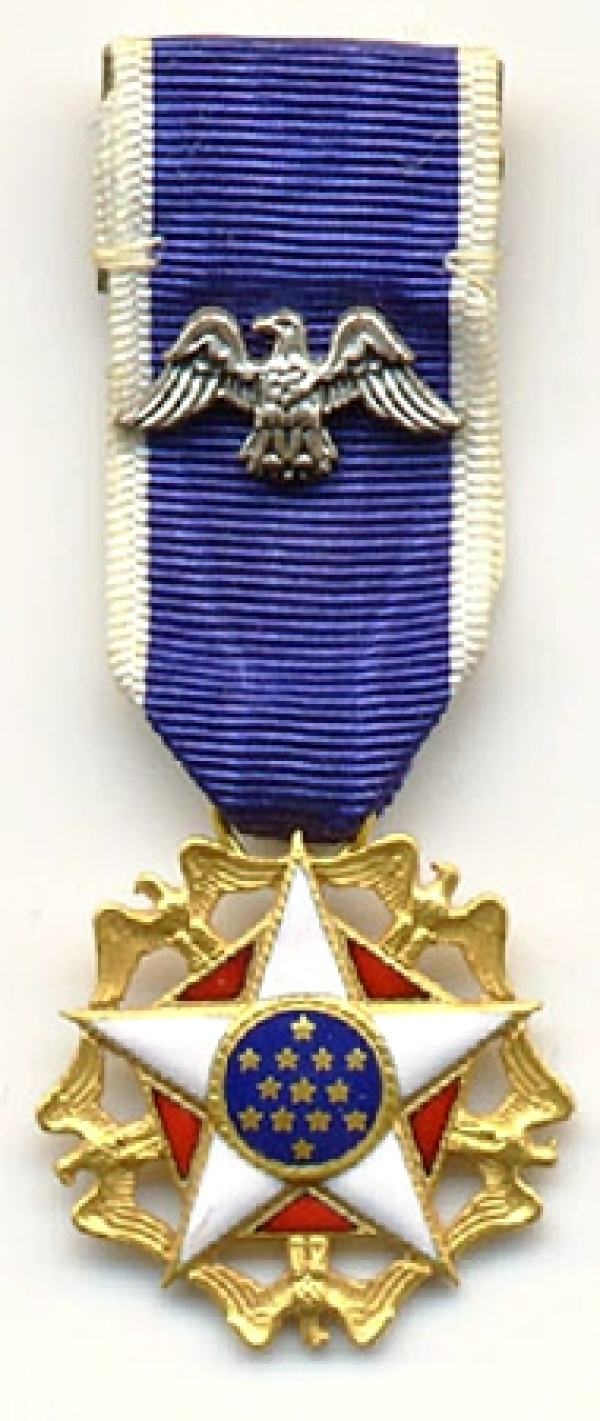
Premiat amb la Medalla Presidencial de la Llibertat a 1963

El Partit Nacionalista de Puerto Rico, dirigit per Pedro Albizu Campos, també va donar suport a la plena independència, pero abandonà després del baix suport. El 30 d'octubre de 1950, un grup de nacionalistes porto-riquenys va atacar la mansió del governador, La Fortaleza, en el marc de les revoltes armades generalitzades d'aquell dia, que incloïa els aixecaments a Jayuya i Utuado. Muñoz Marín va mobilitzar a la Guàrdia Nacional de Puerto Rico, sota el comandament del General Luis R. Esteves, i els va enviar a fer front als nacionalistes en diverses ciutats, a més de San Juan, com Jayuya i Utuado. Va ordenar a la policia detenir molts dels nacionalistes, incloent Albizu Campos. Posteriorment el govern de Muñoz Marín utilitzà la llei 53, coneguda com a Llei Mordassa, per detenir milers de porto-riquenys sense el degut procés, incloent partidaris de la independència que no van participar en els aixecaments.
Els actes d'inauguració per a l'establiment de l'Estat Lliure Associat van tenir lloc el 25 de juliol de 1952. Es va reforçar la seguretat per a l'esdeveniment i evitar qualsevol incident, i es van emetre invitacions. Muñoz Marín temia que el nou estat afectés la cultura porto-riquenya i es pogués "americanitzar" el llenguatge de l'illa. El govern va començar a promoure activitats culturals, fundà el Festival Pau Casals, el Conservatori de Música i l'Institut de Cultura de Puerto Rico.
Durant la dècada dels anys 1950, la majoria dels jívaros eren perseguits per treballar en fàbriques en comptes de l'agricultura, per evitar les pèrdues dels freqüents huracans. Moltes persones van emigrar a la ciutat de Nova York durant aquest període pels llocs de treballs industrials. Muñoz Marín va dir que "no estava d'acord amb la situació de continuïtat en l'illa i que la batalla per la millora de les condicions de vida no hauria de tenir tot el seu èmfasi en la industrialització, sinó també en l'agricultura." Els seus crítics van considerar que va animar la migració per reduir la sobrepoblació. Malgrat els esforços per proporcionar més treball en l'agricultura a les illes, la migració va continuar.
El 6 de desembre de 1962, Muñoz Marín va ser guardonat amb la Medalla Presidencial de la Llibertat per part del President John F. Kennedy. L'any 1964 Muñoz Marín portava com a Governador de Puerto Rico setze anys. Un grup de membres més joves del Partit Popular Democrátic van proposar que s'havia de retirar. Van suggerir que dimitís i van presentar una proposta de dos mandats per als funcionaris electes. El grup es va nomenar Els vint-i-dos ("Los veinte y dos" i va començar una campanya demanant els suport de la població civils.
Victòria, la filla menor de Muñoz Marín es va unir al grup, sense l'oposició del seu pare. El dia abans d'una assemblea del partit per elegir els seus candidats, Muñoz Marín va anunciar la seva decisió de no postular-se per un altre mandat. Va recomanar Roberto Sánchez Vilella, el seu secretari d'Estat, a la candidatura del partit. Quan la multitud va demanar "quatre anys més", va dir Muñoz Marín: "Jo no sóc la vostre força... sou vosaltres la vostre pròpia força." Sánchez Vilella va ser triat com a governador.

## Darrers anys

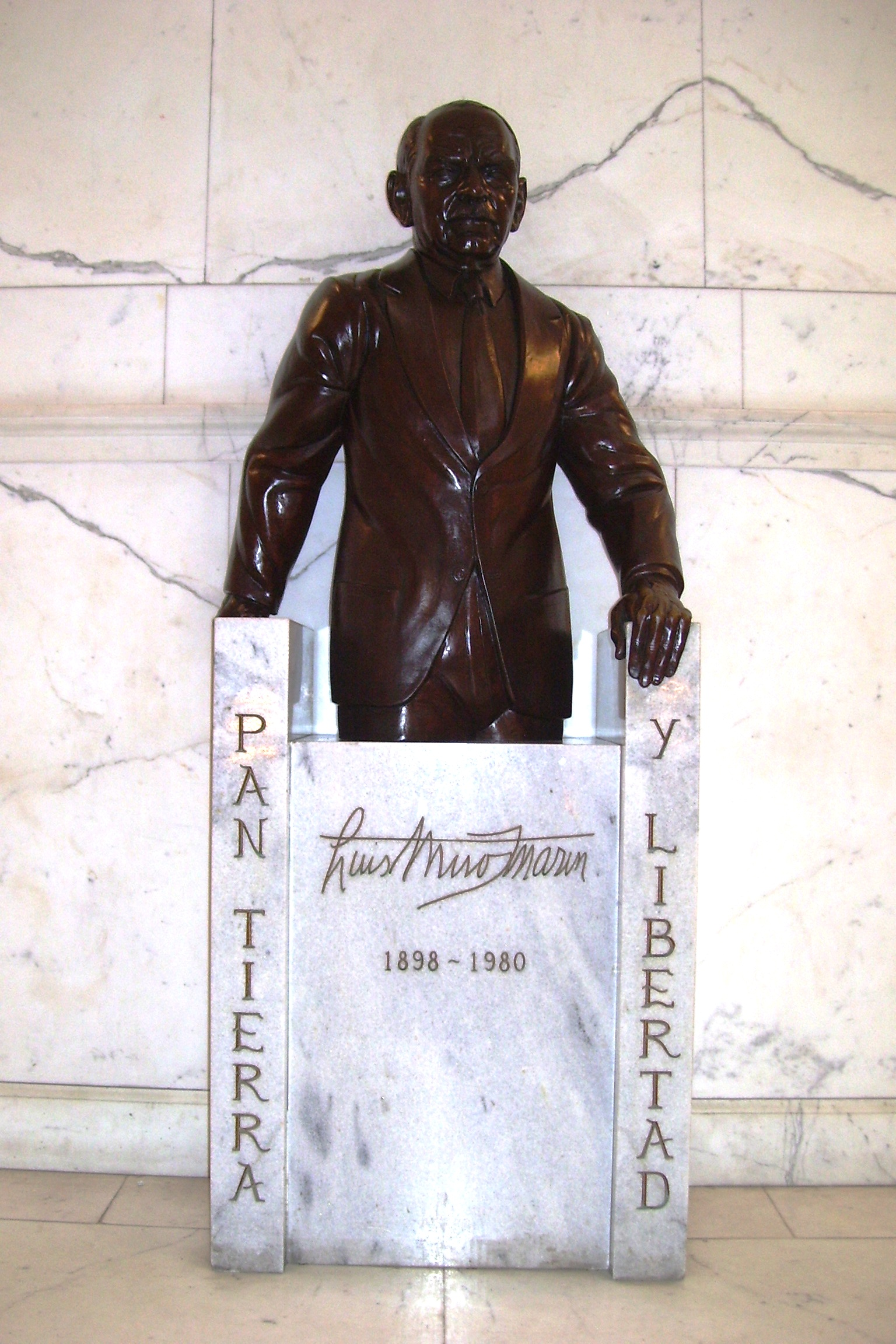
Escultura de Muñoz Marín dins al Capitol de Puerto Rico o Palacio de las leyes

Després de deixar el càrrec de governador, Muñoz Marín continuar el seu servei públic fins a 1970 com a membre del Senat de Puerto Rico. El 1968 tingué una seriosa disputa amb el governador Sánchez Vilella. Sent una figura influent dins del Partit Popular Democràtic, Muñoz Marín va decidir no donar suport a la reelecció de Sánchez.
El Governador Sánchez va comprar la franquícia del Partido del Pueblo i va decidir presentar-se per a governador en virtut d'aquest nou partit.
El PPD va ser derrotat per primera vegada i Luis Alberto Ferré Aguayo va ser triat com a governador. L'amistat de Muñoz Marín i de Sánchez Vilella fou molt tensa després d'això.

### Jubilació
Després de renunciar al seu escó al Senat el 1970, Muñoz Marín es va traslladar temporalment a Itàlia, on una de les seves filles, la Bibiana, s'havia establert. Durant aquest temps va viatjar a diverses destinacions a Europa, incloent França, Espanya i Grècia.
Va tornar a Puerto Rico dos anys després, quan va començar a escriure una autobiografia. Ell va promoure la candidatura a la governació del president del Senat Rafael Hernández Colón, el nou líder del Partit Popular Democràtic.

Al final de la seva vida, la salut de Muñoz Marín es va afeblir. El 5 de gener de 1976, va patir un vessament cerebral greu, que va afectar temporalment la seva capacitat de moviment, lectura i parla. 

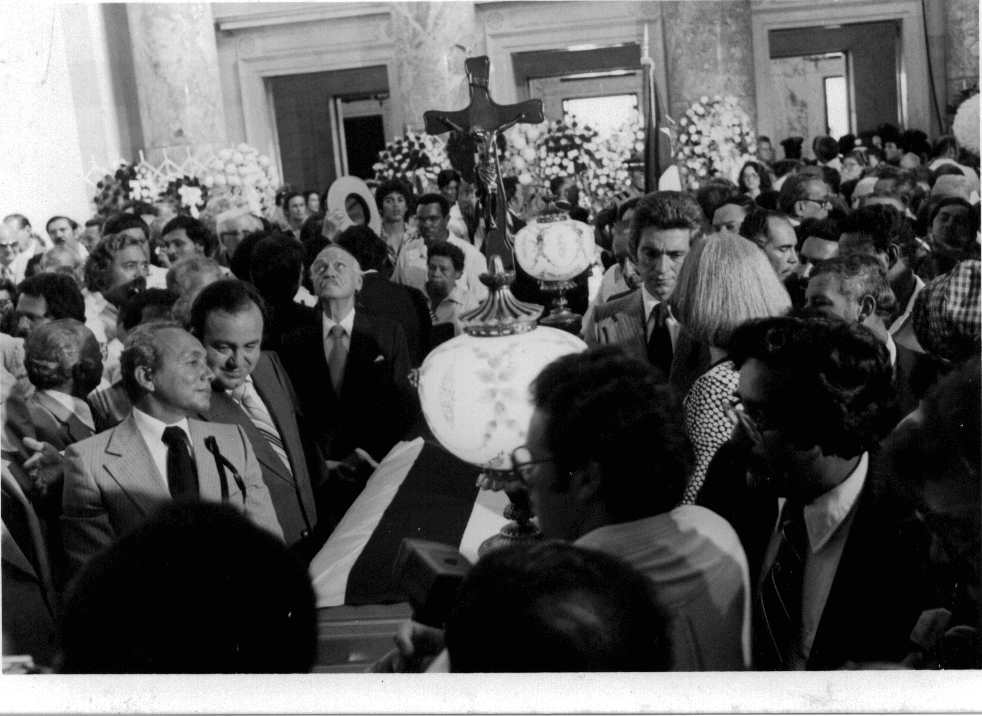
Funeral de Luis Muñoz Marín.

El 30 d'abril de 1980, va morir a l'edat de 82, després de patir complicacions d'una febre severa. El seu funeral va esdevenir un gran esdeveniment a l'illa, empetitint el funeral del seu pare en 1916, al qual van assistir desenes de milers de seguidors.

## Llegat i honors
- El 13 de novembre de 1961, John F. Kennedy honorà Luis Muñoz Marín pels seus èxits amb un sopar d'Estat a la Casa Blanca, i el 1963 va ser guardonat amb la Medalla Presidencial de la Llibertat. La cita llegeix: "Poeta, polític, servidor públic, patriota, que ha portat al seu poble a noves cotes de dignitat i propòsit i transformat una terra colpejada en una societat vital". També va rebre les més altes condecoracions de diversos altres governs, entre ells França que li va atorgar el prestigiós Gran Creu de la Legió Francesa, Panamà, que li va conferir l'Ordre de Basc Núñez de Balboa, i Perú, que ho va honrar amb la Gran Creu de l'Ordre del Sol

- Va rebre Doctor Honoris causa Dret la Universitat Rutgers, Bates College, la Universitat de Kansas, la Universitat de Colúmbia i la Universitat Harvard, on va donar diverses conferències sobre el progrés de Puerto Rico i Relacions Internacionals; ell era també un altaveu Dia de començament per a la Universitat en 1955.

- La tinença de Muñoz Marín com a governador va contribuir a enormes canvis a Puerto Rico, cap líder polític ha tingut un major impacte a l'illa. Sota la direcció de Luis Muñoz Marín, Puerto Rico va crear la seva pròpia constitució, va guanyar la seva autonomia, i va crear una nova relació amb el Congrés dels Estats Units sobre la base d'un acord bilateral, i la lliure associació amb el Govern Federal dels Estats Units.

- Muñoz Marín va aparèixer dues vegades a la portada de la revista TIME, en 1949 i 1958.[60][61] Els articles l'anomenaven "un dels polítics més influents dels últims temps, les seves obres es recordarà en els pròxims anys."[62]

- En el llibre de Rexford Tugwell "The Art of Politics, as Practiced by Three Great Americans: Franklin Delano Roosevelt, Luis Muñoz Marín, and Fiorello H. LaGuardia"", Tugwell va descriure els èxits de Muñoz: "Muñoz va liderar un moviment i va crear un partit, el que va consolidar el poder latent del poble porto-riqueny i el va utilitzar per realitzar un disciplinat programa de renovació. Aquest esforç aviat es va convertir en la recerca dels mitjans per aixecar les pobles endarrerits des d'una situació de pobresa i demagogia, combinació característica de l'antiga zona colonial. Va ser el creador, tant com un home pot ser, d'un nou estat de tot un poble i una nova relació entre les entitats polítiques. L'Estat Lliure Associat de Puerto Rico era un brillant invenció i la posada en marxa un èxit notable ".

- Henry Wells, autor americà, professor, polític i expert en assumptes llatinoamericans va escriure "The Modernization of Puerto Rico: A Political Study of Changing Values and Institutions", que va ser publicat en 1969.

- Se li va concedir la Clau de la Ciutat de Managua, Nicaragua, per part del president de Nicaragua, Luis Somoza Debayle

- L'Aeroport Internacional Luis Muñoz Marín, anomenat amb el seu nom en el seu honor, el més gran de Puerto Rico.

- En 1990 el Servei Postal dels Estats Units va emetre un segell de Luis Muñoz Marin en la Great Americans series.

## Reférencies
1. ↑   «Roberto Sanchez Vilella, 84, Puerto Rican Governor, Dies». The New York Times, 26-03-1997 [Consulta: 24 juny 2015].
2. ↑  «Don Luis Muñoz Marín: el último de los próceres.». The World of Puerto Rican Politics. [Consulta: 24 juny 2015].
3. ↑  Bernier-Grand et al., p.1
4. ↑  Luis Muñoz Marín By A. W. Maldonado
5. ↑  Luis Muñoz Iglesias (Spanish)
6. 1 2  Bernier-Grand et al., p.8-9
7. 1 2  Bernier-Grand et al., p.10-11
8. 1 2  Bernier-Grand et al, p.12
9. ↑  Bernier-Grand i col., P. 15
10. ↑  Bernier-Grand et al., p.18-19
11. 1 2 3  «Luis Muñoz Marín: Primeros Años» (en castellà). Fundación Luis Muñoz Marín. [Consulta: 24 juny 2015].[Enllaç no actiu]
12. ↑  Bernier-Grand et al., p.26
13. ↑  La Obra de Félix Córdova Dávila, Correspondencia Política entre Félix Córdova Dávila y Antonio R. Barceló (1917–1921), published by Oficina del Historiador de Puerto Rico, 2008, ISBN 978-1-934461-12-9
14. ↑  Bernier-Grand et al., p.32-33
15. ↑  Jonathan Cohen. «MUNA LEE: A PAN-AMERICAN LIFE». The Americas Series of the University of Wisconsin Press.   University of Wisconsin Press, 20-12-2004. Arxivat de l'original el 11 de juliol 2018. [Consulta: 24 juny 2015].
16. ↑  A.W. Maldonado, Luis Muñoz Marín: Puerto Rico's Democratic Revolution, pp. 70-73; Editorial Universidad de Puerto Rico, 2006; ISBN 978-0-8477-0163-6
17. ↑  Luis Muñoz Marín, Memorias, p. 57; Fundacion Luis Muñoz Marín, 2003; ISBN 978-0-913480-53-3
18. ↑  A.W. Maldonado, Luis Muñoz Marín: Puerto Rico's Democratic Revolution, pp. 94-95; Editorial Universidad de Puerto Rico, 2006; ISBN 978-0-8477-0163-6
19. 1 2 3  «Luis Muñoz Marín: El Político» (en castellà). Fundación Luis Muñoz Marín. Arxivat de l'original el 23 d’agost 2013. [Consulta: 24 juny 2015].
20. ↑  Bernier-Grand et al., p.61-62
21. ↑  Bernier-Grand et al., p.63
22. 1 2  Bernier-Grand et al., p.73
23. ↑   «Late leader's daughter takes up cause in Puerto Rico». The Lewiston Journal, 08-10-1985 [Consulta: 3 gener 2013].
24. ↑  «Summary of November 3, 1992 General Election Results». Elections Puerto Rico. [Consulta: 3 gener 2013].
25. ↑  Bernier-Grand et al., p.36
26. ↑  Bernier-Grand et al., p.41
27. ↑  FBI File Report: Luis Muñoz Marín, File #100-5745; pp. 16-17 Arxivat 2010-02-15 a Wayback Machine. Retrieved 05-31-2013.
28. ↑  Bernier-Grand et al., p.46
29. ↑  Bernier-Grand et al., p.48
30. 1 2 3  Bernier-Grand et al., p.51
31. ↑  Bernier-Grand et al., p.52
32. ↑  Bernier-Grand et al., p.53
33. 1 2  Bernier-Grand et al., p.54
34. 1 2  Frank Otto Gatell, "Independence Rejected: Puerto Rico and the Tydings Bill of 1936", Hispanic American Historical Review, Vol. 38, No. 1 (Feb., 1958), pp. 25-44, consulta:24 de juny 2015
35. ↑  Bernier-Grand et al., p.55-56
36. ↑  Bernier-Grand et al., p.58
37. ↑  Bernier-Grand et al., p.60
38. 1 2  «Luis Muñoz Marín». Encyclopædia Britannica: Guide to Hispanic Heritage. [Consulta: 24 juny 2015].
39. ↑  «Puerto Rican Labor Movement». Center for History and New Media, George Mason University. [Consulta: 24 juny 2015].
40. ↑  Bernier-Grand et al., p.74
41. ↑  «Operación Serenidad» (en castellà). Fundación Luis Muñoz Marín. Arxivat de l'original el 2015-05-09. [Consulta: 24 juny 2015].
42. ↑  «Women in World History».   Center for History and New Media, George Mason University,. [Consulta: 8 agost 2009].
43. ↑  Dr. Carmelo Delgado Cintrón, "La obra jurídica del Profesor David M. Helfeld (1948-2008)" Arxivat 2016-04-14 a Wayback Machine., Academia Jurisprudencia
44. ↑  «Puerto Rican History».   Topuertorico.org, 13-01-1941. [Consulta: 20 novembre 2011].
45. ↑  "Jaime Benítez y la autonomía universitaria"; by: Mary Frances Gallart; Publisher: CreateSpace. ISBN 978-1-4611-3699-6
46. ↑  Ley Núm. 282 del año 2006
47. ↑  «La Gobernación de Jesús T. Piñero y la Guerra Fría». Arxivat de l'original el 2014-07-13. [Consulta: 24 juny 2015].
48. 1 2 3 4  Malavet, Pedro. America's Colony: The Political and Cultural Conflict Between the United States and Puerto Rico.  NYU Press, 2004, p. 77. ISBN 978-0-8147-5680-5 [Consulta: 16 març 2009].
49. 1 2   Bernier-Grand i col., P.76
50. 1 2 3  Bernier-Grand et al., p.80
51. 1 2  Bernier-Grand et al., p.81
52. ↑  El ataque Nacionalista a La Fortaleza; by Pedro Aponte Vázquez; Page 7; Publisher: Publicaciones RENÉ; ISBN 978-1-931702-01-0
53. ↑  Bernier-Grand et al., p.82
54. 1 2 3 4  Bernier-Grand et al., p.83
55. 1 2  Bernier-Grand et al., p.85
56. 1 2 3  Bernier-Grand et al., p.86
57. ↑  Bernier-Grand i col., P.87
58. ↑  Bernier-Grand i col., P.88
59. 1 2   Bernier-Grand i col., p.89
60. ↑   «Luis Munoz Marin – May 2, 1949». Time [Consulta: 10 agost 2008]. Arxivat 6 August 2008[Date mismatch] a Wayback Machine. «Còpia arxivada». Arxivat de l'original el 2008-08-06. [Consulta: 24 juny 2015].
61. ↑   «Luis Munoz Marin – June 23, 1958». Time [Consulta: 10 agost 2008]. Arxivat 22 April 2008[Date mismatch] a Wayback Machine. «Còpia arxivada». Arxivat de l'original el 2008-04-22. [Consulta: 24 juny 2015].
62. ↑   «The Bard of Bootstrap». Time, 23-06-1958 [Consulta: 2 gener 2013]. Arxivat 3 de gener 2013 a Wayback Machine. «Còpia arxivada». Arxivat de l'original el 2013-01-03. [Consulta: 24 juny 2015].
63. ↑  Luis Muñoz Iglesias; LA FORTALEZA SAN JUAN, PUERTO RICO a 10 de febrero de 1964
64. ↑  LA FORTALEZA SAN JUAN, PUERTO RICO a 10 de febrero de 1964
65. 1 2  Luis Muñoz Marín: Puerto Rico's democratic revolution
66. ↑  «Esteban Rivera». Arxivat de l'original el 2008-05-13. [Consulta: 24 juny 2015].
67. ↑  Vicente Marín
68. ↑  Ramón Marín Solá born in Arecibo, PR, on January 12, 1832, and died in San Juan, PR, on 13th September 1902.
69. ↑  Las fiestas populares de Ponce By Ramón Marín, Socorro Girón Page 13. Retrieved 5 December 2011.
70. ↑  CANDIDA SOLA SALICH
71. 1 2  Las fiestas populares de Ponce By Ramón Marín